# 乙女怪獣キャラメリゼ
『乙女怪獣キャラメリゼ』（おとめかいじゅうキャラメリゼ）は、蒼木スピカによる日本の漫画作品。『月刊コミックアライブ』（KADOKAWA）にて、2018年4月号から連載されている。感情が高ぶると怪獣の姿になってしまう女子高生と、学園で一番モテる男のラブコメディを描いた作品。

## 沿革
2018年2月27日発売の『月刊コミックアライブ』4月号より連載を開始。同年11月18日、北アメリカの出版社エン・プレスは、Anime NYCにてこの作品のライセンスを取得したと発表した。2019年6月25日に英語版の第1巻が発売された。

## 登場人物
赤石黒絵
本作の主人公。女子高生。感情が高ぶった時に体の一部が怪獣のようになってしまう病に侵されている。引っ込み思案で無口なため、クラスメイトからからかわれるほど。怪獣化した姿は「ハルゴン」と呼ばれている。
南新汰
黒絵の同級生。イケメン。人気者で、学園で一番モテる。
河野来夢 / らいりー
モテ系の女子。

## 作風
2021年当時『月刊コミックアライブ』編集長の松井健太によると、黒絵は人を避けてきたが「新汰という少年と出会い、心を開き、恋を知っていく王道少女マンガ×怪獣ストーリー」であり、ドキドキを味わえる作品である。
虚構新聞の社主UKによると、本作は「巨大怪獣」が「恋する2人を待ち受ける障害」である。「恋愛作品の醍醐味は2人の間に困難な障害が横たわればこそ」であるといい、「格差を恐れる本人の心の葛藤」が最大の困難であるため、本作は「少女漫画の核心を衝いた作品」となっている。

## 反響・評価
浅野里香はこの作品のファンであることを明かしている。
ニコニコニュースでは本作を「乙女×怪獣という驚愕のミスマッチもさることながら、予想だにしない衝撃展開が注目の作品」と評している。
2019年1月23日に単行本第2巻が発売されたタイミングで、作者の蒼木スピカがTwitterにて第1話を公開した際には、話題となった。
『乙女怪獣キャラメリゼ』の第1巻と第2巻は、2020年と2021年度のアメリカ図書館協会の「ティーン向けの優秀なグラフィックノベル」のリストに掲載された。

## 書誌情報
- 蒼木スピカ『乙女怪獣キャラメリゼ』KADOKAWA〈MFコミックス アライブシリーズ〉、既刊8巻（2024年9月21日現在）
  1. 2018年6月23日発売[15]、ISBN 978-4-04-069914-1
  2. 2019年1月23日発売[16]、ISBN 978-4-04-065249-8
  3. 2019年8月23日発売[7][17]、ISBN 978-4-04-065802-5
  4. 2020年3月23日発売[18]、ISBN 978-4-04-064379-3
  5. 2021年3月23日発売[19]、ISBN 978-4-04-065959-6
  6. 2022年1月21日発売[9]、ISBN 978-4-04-681026-7
  7. 2023年3月23日発売[20]、ISBN 978-4-04-682245-1
  8. 2024年9月21日発売[21]、ISBN 978-4-04-684100-1